# Harnes
Harnes là một xã trong vùng Hauts-de-France, thuộc tỉnh Pas-de-Calais, quận Lens, tổng Harnes. Tọa độ địa lý của xã là 50° 26' vĩ độ bắc, 02° 54' kinh độ đông. Harnes nằm trên độ cao trung bình là 32 mét trên mực nước biển, có điểm thấp nhất là 20 mét và điểm cao nhất là 44 mét. Xã có diện tích 10,76 km², dân số vào thời điểm 1999 là 13.700 người; mật độ dân số là 1273 người/km².

## Thông tin nhân khẩu
| 1962   | 1968   | 1975   | 1982   | 1990   | 1999   |
| ------ | ------ | ------ | ------ | ------ | ------ |
| 14 619 | 14 622 | 13 845 | 13 996 | 14 309 | 13 700 |